# بشارت‌دهندگان (انجیل‌های چهارگانه)

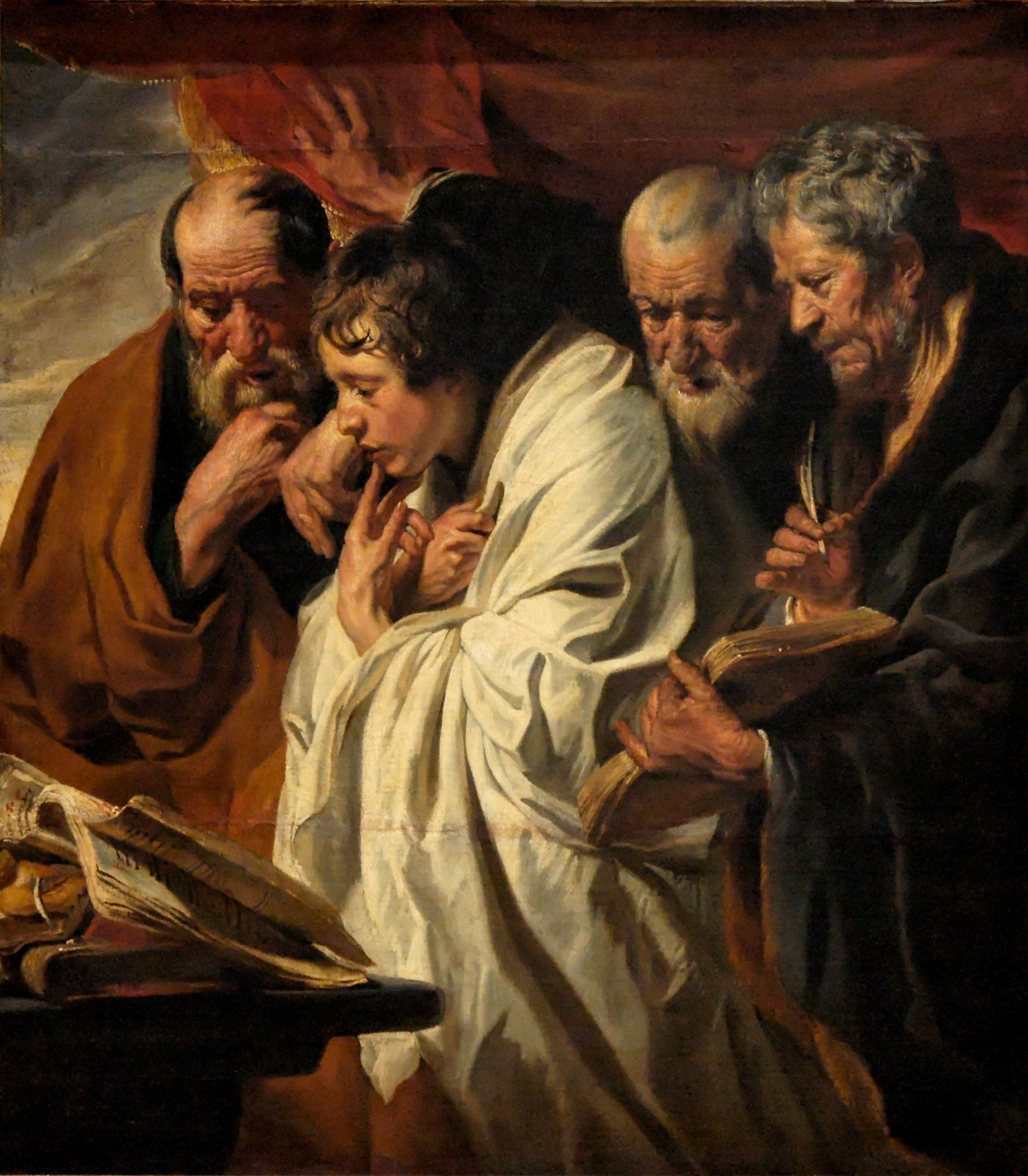
تابلوی بشارت‌دهندگان اثر جیکوب جوردنز نقاش فلاندری مربوط به سال‌های ۱۶۲۵تا ۱۶۳۰.

در سنت مسیحی، انجیل‌های چهارگانه عبارتند از متی، مرقس، لوقاو یوحنا. نویسندگان منسوب به نوشتار چهار روایت انجیل در عهد جدید دارای این عناوین هستند: انجیل متی، انجیل مرقس، انجیل لوقا و انجیل یوحنا.

## انجیل‌ها
انجیل‌های متی، مرقس و لوقا به عنوان انجیل‌های هم‌نوا شناخته می‌شوند، زیرا شامل بسیاری از داستان‌های مشابه بوده و اغلب در یک دنباله هستند. در حالی که دوره‌هایی که انجیل‌ها معمولاً در آن تاریخ‌گذاری می‌شود چیز دیگری را نشان می‌دهد. طبق سنت، نویسندگان دو نفر از دوازده حواریون عیسی، یوحنا و متی، و همچنین دو مردان رسولی، مرقس و لوقا هستند. طبق انجیل لوقا و بر اساس سنت ارتدوکس این دوتن جزو ۷۰ نفر مردان رسولی بوده‌اند. مراد از این واژه کسانی هستند که جزو حواریون مسیح نبوده اما بی‌واسطه شاگرد یکی از آنان بوده‌اند. چنانچه مرقس احتمالاً معتبرترین شاگرد پطرس بوده‌است:
- متی – مأمور مالیات سابق (لوی) که توسط عیسی به عنوان یکی از دوازده حواریون خوانده شد.
- مرقس – پیرو و شاگرد پطرس که مرد رسولی خوانده شد.
- لوقا – پزشکی که نویسنده انجیل لوقا است. همچنین معروف است که کتاب اعمال رسولان را نوشته و از دوستان نزدیک پل پولس رسول بوده‌است.
- یوحنا – شاگرد عیسی و کوچکترین نفر از دوازده حواریون او.

این چهار تن بشارت‌دهنده خوانده می‌شوند واژه‌ای به معنی افرادی که بشارت می‌دهند، پیام بشارت در انجیل‌های چهارگانه به عنوان روایت توصیف شده‌است.

## نمادها
در شمایل‌نگاری، بشارت‌دهندگان اغلب در پرتره‌های انجیلی با نمادهایی از حیوط نشأت گرفته‌اند که عرش خدا و عرفان مرکابا را در چشم‌انداز کتاب نشان می‌دهند. سفر حزقیال منعکس شده در کتاب مکاشفه یوحنا به عنوان چهارسرافیم‌ها نامیده می‌شود، اگرچه هیچ‌یک از منابع، موجودی را به بشارت دهندگان پیوند نمی‌دهد اما نه همیشه، ولی عمدتاً آن‌ها با بال‌هایی مانند فرشته‌ها ظاهر می‌شوند. در نمادهای چهار انجیلی هنر رومانسک اروپا رایج است برای مثال در نقاشی‌های دیواری کلیسا، فرسکو بشدت دیده می‌شود.
معانی ناشی از نمادها در طول قرن‌ها، با تدوین اولیه توسط جروم رشد کرد و به‌طور کامل توسط رابانوس مائوروس ارائه گردید.
- انجیل متی، نویسنده اولین روایت انجیل، یک مرد بالدار یا فرشته نماد شده‌است. انجیل متی با شجره نامه یوسف نجار از نیای ابراهیم شروع می‌شود. این نشان دهنده تجسم عیسی و طبیعت انسانی مسیح است. با این پیام که مسیحیان باید از حلول، و طبیعت انسانی برای رستگاری استفاده کنند.
- انجیل مرقس، نویسنده دومین انجیل، با یک شیر بالدار نشان داده شده‌است - یک شخصیت شجاع با نماد پادشاهی. شیر همچنین نشان دهنده رستاخیز عیسی است (زیرا اعتقاد بر این بود که شیرها با چشمانی باز می‌خوابند، در مقایسه با مسیح در قبر) و مسیح به عنوان پادشاه. این نشان می‌دهد که مسیحیان باید در راه نجات شجاع باشند.
- انجیل لوقا، نویسنده سومین انجیل (و اعمال رسولان)، با گاو یا گاو بال‌دار - نمادی از فداکاری، خدمت و قدرت، تصویر شده‌است. انجیل لوقا با وظایف زکریا در معبد آغاز می‌شود. گاو نشان می‌دهد که مسیحیان باید آماده باشند تا در پیروی از مسیح خود را قربانی کنند.
- انجیل یوحنا، نویسنده چهارمین انجیل، با یک عقاب - تمثیل شده و به عقیده محققان مسیحی قادر است مستقیماً به خورشید نگاه کند. این به عروج عیسی اشارت دارد. این نشان می‌دهد که مسیحیان باید در راه رسیدن به هدف با اتحاد خود به خدا برسند.[۱۲]